# Иван Кулибин
Ива́н Петро́вич Кули́бин (1735 – 1818) е руски самоук учен-механик.

## Живот и творчество
Иван Кулибин е роден в семейство на търговец от Подновьенската слобода в Нижегородския уезд. В юношество той е обучаван в шлосерски занаят и часовникарство, като прави силно впечатление на Екатерина II със създадения от него многофункционален джобен часовник. От 1769 за повече от 30 години Кулибин завежда механична работилница в Петербургската Академия на науките, където произвежда астрономически, оптически и навигационни прибори и инструменти. Предлага машини, използващи маховик и скоростна кутия. Около 1772 той разработва проект за 298-метров мост над Нева, изграден от дървени ферми. През 1792 и 1799 Кулибин два пъти сглобява знаменития часовников механизъм „Павлин“, днес експонат на Павилиона в Ермитажа.
Кулибин изобретява някои оригинални механизми като руския оптичен телеграф, подемен асансьор и речния водоход. Изобретенията му печелят вниманието и в Западна Европа, където са одобрени от Леонард Ойлер и Даниел Бернули. Въпреки новаторството си той е консервативен баща на дванадесет деца, запазил старовремския си облик в кафтан и дълга брада. В съветския период Кулибин е славен като самоук народен гений. Международният астрономически съюз също разпознава научния му принос, наричайки на Иван Кулибин астероид, открит от Кримска астрофизическа обсерватория.